# Kilian d'Aubigny-en-Artois
Saint Kilien, francisation de saint Kilian, était un moine anachorète d’origine irlandaise établi dans le Nord de la France, mort le 13 novembre 669 (ou en 680 selon certaines sources) à Aubigny-en-Artois.
Proche de saint Fiacre, il fut envoyé par saint Faron, évêque de Meaux, sur les traces de saint Vaast. Il arriva dans ce qui constituait le tiers occidental de l'Austrasie en 645, s'installa à Aubigny-en-Artois où il fut d'ailleurs enterré, et contribua à poursuivre l'évangélisation des environs. Sa fête est fixée au 13 novembre, en souvenir de son décès.
La rivière de Pas, affluent rive droite de l’Authie coulant dans le sud du Pas-de-Calais à une vingtaine de kilomètres d’Aubigny, fut renommée d'après son nom, la Kilienne (ou Quillienne), car elle rappelle le miracle de son origine : ce serait en effet Kilien qui, en frappant le sol avec sa crosse, l’aurait fait jaillir de la montagne pour satisfaire les besoins de la population qu'une longue sécheresse avait réduite à la dernière extrémité. À la source de la Kilienne, située à Warlincourt-lès-Pas, se trouve une chapelle en laquelle une statue représente le saint.
L’église d’Aubigny-en-Artois a reçu le vocable de Saint-Kilien en son honneur, de même que la paroisse Saint-Kilien-en-Aubignois dont ce lieu de culte fait partie.